# Keisuke Iwashita
Keisuke Iwashita (Kagoshima, 24 september 1986) is een Japans voetballer.

## Carrière
Keisuke Iwashita speelde tussen 2005 en 2012 voor Shimizu S-Pulse. Hij tekende in 2012 bij Gamba Osaka.